# Ali Bongo
Ali-Ben Bongo Ondimba (nacido como Alain Bernard Bongo; Brazzaville, África Ecuatorial Francesa, actual República del Congo, 9 de febrero de 1959) es un expolítico gabonés que se desempeñó como presidente de la República de Gabón entre 2009 a 2023, que ocupó anteriormente el cargo de ministro de Relaciones Exteriores de su país entre 1989 y 1991 y el de ministro de Defensa entre 1999 y 2009. Es hijo del expresidente gabonés Omar Bongo y también se desempeñó como vicepresidente del Partido Democrático Gabonés (PDG). Fue candidato por este partido a la presidencia de su país en las elecciones presidenciales de agosto de 2009, en las que resultó elegido con un 41,73% de los votos. Fue reelegido en 2016, en unas elecciones empañadas por numerosas irregularidades, detenciones, violaciones de derechos humanos y protestas y violencia postelectorales.
El 30 de agosto de 2023, tras los resultados de las elecciones generales gabonesas, los militares lo expulsaron de la presidencia en un golpe de Estado debido a la falta de transparencia en el proceso electoral y establecieron una junta denominada Comité para la Transición y la Restauración de las Instituciones.

## Primeros años
Bongo nació en Brazzaville, como hijo de Albert-Bernard (más tarde Omar) Bongo y Josephine Kama (luego Patience Dabany). Habiendo sido concebido 18 meses antes del matrimonio de sus padres, se ha rumoreado ampliamente que se trata de un hijo adoptivo, afirmación que él ha desmentido. Tomó su nombre actual cuando su padre convirtió a su familia al Islam en 1973. Hizo sus estudios en Francia, en un colegio protestante de Cevennes, sus estudios secundarios en el colegio Sainte-Croix de Neuilly-sur-Seine, y luego estudió derecho en la Universidad de París 1 Panthéon-Sorbonne.

## Carrera política

### Inicios
Ingresó a la actividad política, entrando al PDG en 1981; fue elegido para el Comité Central del PDG en el tercer Congreso Extraordinario del partido en marzo de 1983. A continuación, fue representante personal de su padre en el PDG y en tal carácter ingresó al Buró Político del PDG en 1984. Fue luego electo para el Buró Político en un congreso ordinario del partido en septiembre de 1986.
Bongo ocupó el cargo de Alto representante personal del Presidente de la República entre 1987 y 1989. En 1989 su padre lo introdujo en el gobierno como ministro de Relaciones Exteriores y Cooperación, reemplazando a Martin Bongo. Era considerado un reformista dentro del gobernante PDG a comienzos de los años 90; creó, con André Mba Obame, un grupo de allegados (Alfred Mabika Mouyama, Germain Ngoyo Moussavou), que buscaba renovar la vida política gabonesa. En las elecciones parlamentarias de 1990 (la primera elección tras la introducción del multipartidismo político), fue elegido a la Asamblea Nacional como candidato del PDG por la provincia de Haut-Ogooué. Tras dos años como ministro de Relaciones Exteriores, una reforma constitucional de 1991 que llevó a 35 años la edad mínima para desempeñarse en ministerios lo obligó a abandonar el gobierno, ya que por entonces solo tenía 32 años.

### Diputado nacional
Luego de ello, Bongo tomó posesión de su escaño como diputado en la Asamblea Nacional en 1991. En febrero de 1992, organizó una visita del cantante pop norteamericano Michael Jackson a Gabón. Bongo fue nombrado presidente del Consejo Superior de Asuntos Islámicos de Gabón (CSAIG) en 1996. En las elecciones parlamentarias de diciembre de ese año, fue nuevamente electo como candidato del PDG en la provincia de Haut-Ogooué. Tras más de siete años como diputado, ingresó nuevamente al gobierno como ministro de Defensa Nacional el 25 de enero de 1999.
En las elecciones legislativas de diciembre de 2001, Bongo fue elegido miembro de la Asamblea Nacional como candidato por el PDG en la provincia de Haut-Ogooué. En el octavo Congreso Ordinario del PDG en julio de 2003, fue elegido vicepresidente del partido. Durante las elecciones presidenciales de 2005, trabajó en la campaña para la reelección de su padre como coordinador general de la Juventud. Luego de la elección, fue promovido al rango de ministro de Estado el 21 de enero de 2006, aunque conservando la cartera de Defensa.
Bongo fue reelecto en la Asamblea Nacional en las elecciones parlamentarias de diciembre de 2006, nuevamente por la provincia de Haut-Ogooué. Conservó su puesto de ministro de Estado de Defensa Nacional tras esta elección, aunque fue luego rebajado al rango de ministro ordinario el 28 de diciembre de 2007. En el noveno Congreso ordinario del partido en septiembre de 2008 fue reelecto vicepresidente del PDG.

### Elecciones presidenciales de Gabón de 2009

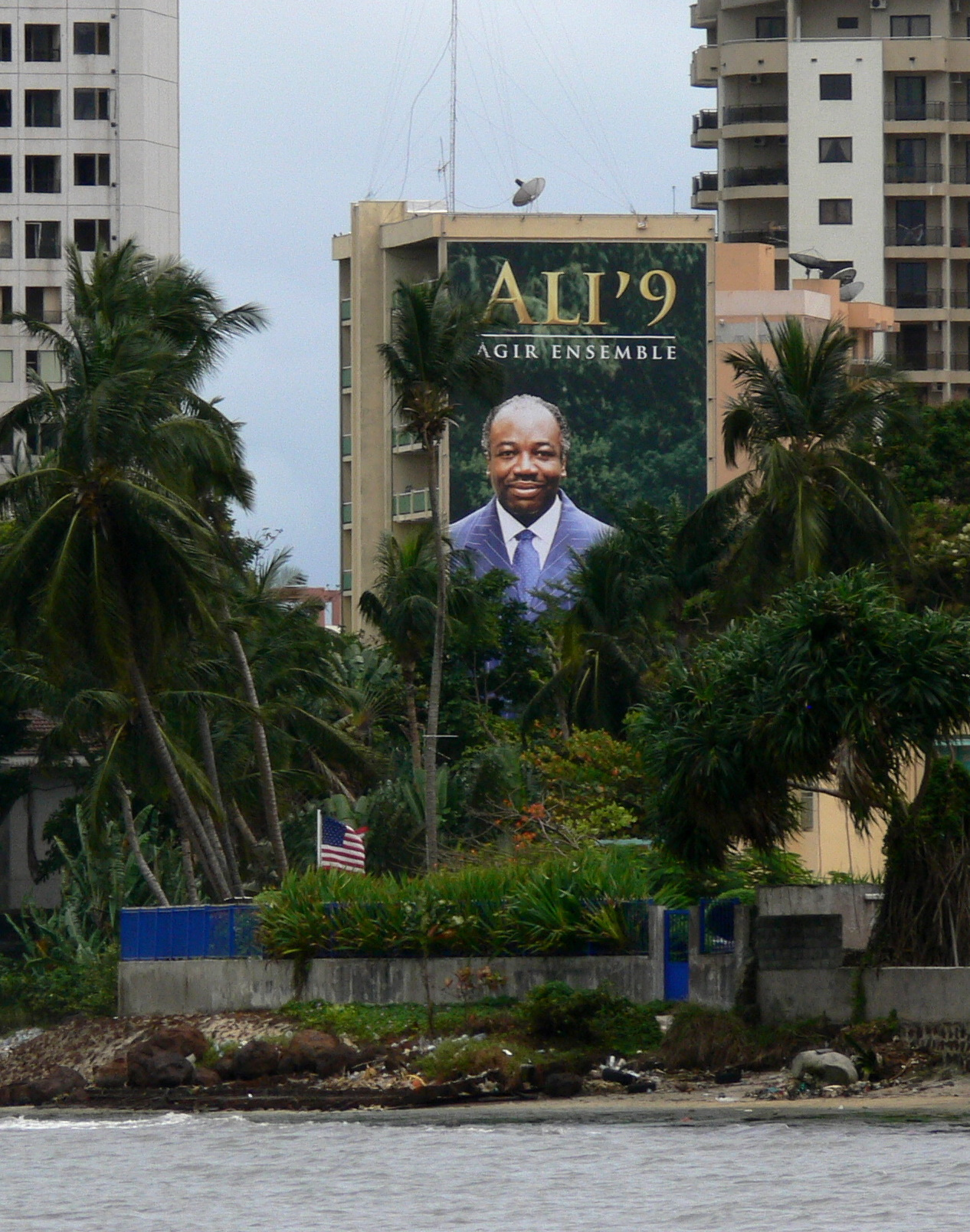
Propaganda política de Bongo en Libreville durante su campaña presidencial en 2009.

Omar Bongo murió en un hospital español el 8 de junio de 2009. Ali Bongo apareció esa noche en la televisión para convocar "a la calma y serenidad de los espíritus y a la reverencia para preservar la unidad y la paz tan caras a nuestro difunto padre".
Habiendo sido elevado a posiciones clave por su padre, era ampliamente considerado como candidato a emerger como el sucesor del mismo tras su muerte. Algunos reportes de prensa predijeron una lucha de poder, sin embargo, sugiriendo que entre Bongo y su hermana Pascaline, que fue directora del Gabinete presidencial, existe una "violenta rivalidad". El grado de apoyo a Ali Bongo en la dirigencia del PDG también ha sido cuestionado por la prensa, y se ha señalado que muchos gaboneses "lo ven como un niño mimado, nacido en Congo-Brazaville, educado en Francia, apenas capaz de hablar lenguas indígenas y con la apariencia de una estrella de hip-hop".
Bongo fue uno de los diez aspirantes que presentaron solicitudes para convertirse en el candidato del PDG en la elección presidencial fijada para el 30 de agosto de 2009. El subsecretario general del partido, Angel Ondo, anunció el 16 de julio que la dirección del mismo había elegido por consenso a Ali Bongo como candidato presidencial, aunque esta decisión todavía debía ser formalmente confirmada en un congreso partidario. Un congreso extraordinario del PDG designó a Bongo como el candidato del partido el 19 de julio. En esta ocasión, Bongo agradeció a los delegados por su elección, diciendo que era "consciente de las legítimas expectativas" del pueblo; prometió combatir la corrupción y "redistribuir los resultados del crecimiento económico".
A pesar de ser candidato presidencial, Bongo se mantuvo como ministro de Defensa en el gobierno designado el 22 de julio de 2009. La presidenta interina Rose Francine Rogombé llamó a la calma y convocó a los candidatos a ser "dignos" de los votos que recibieran.
La oposición protestó fuertemente por la continuidad de Bongo en el gobierno, bajo la sospecha de que usaría su puesto para manipular las elecciones. Luego de que Rogombé dijera que Bongo debería ser reemplazado para que todos los candidatos estuvieran en igualdad de condiciones para las elecciones, el ministro del interior Jean-François Ndongou fue nombrado para sustituir a Bongo como ministro de Defensa en forma interina al comenzar oficialmente la campaña electoral el 15 de agosto de 2009.
Los resultados de las elecciones fueron anunciados a principios de septiembre de 2009. Ali Bongo ganó las elecciones con un 41,73%, seguido por André Mba Obame, exministro del Interior, con un 25,88% y Pierre Mamboundou con el 25,22%. De las personas habilitadas para votar, solo el 44% aproximadamente, emitió el sufragio. La oposición, integrada entre otros por André Mba Obame, Pierre Mamboundou y Paul-Marie Gondjout rechazó los resultados afirmando que las elecciones habían sido fraudulentas.
Posteriormente, varias investigaciones confirmaron que los resultados electorales habían sido manipulados. El diplomático Michel de Bonnecorse, antiguo consejero para África del Presidente Jacques Chirac, confirmará el fraude masivo. El embajador estadounidense Charles Rivkin, en un telegrama enviado al Secretario de Estado en noviembre de 2009, también confirmó lo siguiente: "En octubre de 2009, Ali Bongo invirtió el recuento de votos y se declaró presidente" (el telegrama será divulgado por WikiLeaks en febrero de 2011).

## Gobierno (2009-2023)
En respuesta a las denuncias de fraude, el Tribunal Constitucional llevó a cabo un recuento antes de declarar de nuevo a Bongo ganador con el 41,79% de los votos el 12 de octubre de 2009; luego prestó juramento como presidente el 16 de octubre. Varios presidentes africanos estuvieron presentes en la ceremonia. Bongo expresó su compromiso con la justicia y la lucha contra la corrupción en la ceremonia y dijo que se necesita una acción rápida para "devolver la confianza y promover el surgimiento de nuevas esperanzas". También aludió a la filosofía de gobierno de su padre de preservar la estabilidad a través del equilibrio regional, tribal y político en la asignación del poder, al tiempo que enfatizó que "la excelencia, la competencia y el trabajo" eran incluso más importantes que "las consideraciones geográficas y políticas". Más tarde ese mismo día, anunció la reelección de Paul Biyoghe Mba como primer ministro; Hizo el anuncio personalmente "para subrayar la importancia de este momento". Según Bongo, Biyoghe Mba tenía la experiencia y la competencia gerencial necesarias "para guiarnos a través de la siguiente etapa", y dijo que el trabajo comenzaría "de inmediato".
El país sigue dependiendo de una estrategia basada en la renta: la economía se dedica por completo a la producción y exportación de recursos naturales. Persisten una serie de dificultades: una tasa de desempleo que ronda el 30% de la población activa, detenciones sumarias durante las manifestaciones estudiantiles o sindicales (sobre todo a partir de enero de 2016), deterioro del acceso a la sanidad (se exige un depósito de 300.000 francos CFA para ingresar en un hospital), deficiencias en los servicios públicos y recurrentes cortes de electricidad. Más de la mitad de la población está por debajo del umbral de la pobreza.
El 24 de octubre de 2018, Bongo fue hospitalizado en Riad por una enfermedad no revelada. El 29 de noviembre de 2018, Bongo fue trasladado a un hospital militar en Rabat para continuar con su recuperación. El 9 de diciembre de 2018, el vicepresidente de Gabón, Moussavou, informó que Bongo sufrió un derrame cerebral en Riad y desde entonces dejó el hospital en Rabat y actualmente se estaba recuperando en una residencia privada de la misma ciudad. Desde el 24 de octubre de 2018 hasta el 1 de enero de 2019, no se vio a Bongo en público, lo que generó especulaciones desenfrenadas sobre la posibilidad de que haya muerto o quede incapacitado de otra manera. El 1 de enero de 2019, Bongo dio su primer discurso público a través de un video publicado en las redes sociales desde que se enfermó en octubre de 2018, anulando los rumores de su muerte. A pesar de esto, muchos activistas anti-Bongo que viven en el extranjero cuestionaron la legitimidad del video y algunos afirmaron que el hombre que daba la dirección no era Bongo, sino un doble. En agosto de 2019, Bongo hizo su primera aparición pública desde su accidente cerebrovascular.
El 7 de enero de 2019, los soldados en Gabón lanzaron un intento de golpe de Estado. El intento de golpe fracasó y el gobierno reafirmó con éxito el control. Sin embargo, es posible que el golpe no haya ocurrido realmente, como han informado los críticos de la dictadura, y podría haber sido utilizado como una táctica por parte del gobierno para obtener apoyo.
A principios de enero de 2020, el Senado y la Asamblea Nacional aprobaron una reforma constitucional que permitiría al presidente nombrar un tercio de los senadores en lugar de elecciones, entre otros cambios.
En octubre de 2021, Bongo fue nombrado en la filtración de los Pandora Papers.

## Derrocamiento
En la madrugada del 30 de agosto, la comisión electoral gabonesa declaró la reelección de Bongo con el 64,27% de los votos. Minutos más tarde, los militares tomaron el Palacio Presidencial en Libreville y alrededor de una docena de militares anunciaron el fin del régimen de Bongo, con un portavoz militar que afirmó estar hablando en nombre de un "Comité para la Transición y Restauración de las Instituciones", citando su "gobierno irresponsable e impredecible" que había llevado a "una degradación continua de la cohesión social, con el riesgo de empujar al país al caos".También anunciaron la anulación de las recientes elecciones, la disolución de las instituciones del Estado y el cierre de las fronteras del país.  Entre los oficiales vistos durante el anuncio había coroneles del ejército y miembros de la Guardia Republicana.
Más tarde, la junta anunció el arresto y la detención domiciliaria de Bongo y su hijo mayor y asesor Noureddin Bongo Valentin, y agregó que los dos estaban con familiares y médicos. La junta también arrestó a varios de los asesores presidenciales de Bongo. La junta dijo que enfrentaban cargos que incluían traición, malversación de fondos, corrupción, falsificación de la firma del presidente y tráfico de drogas.  A pesar de su detención, Bongo publicó un video en las redes sociales en el que parecía angustiado mientras pedía ayuda en inglés, y pidió a sus amigos y simpatizantes, tanto en Gabón como en todo el mundo, que "alcen la voz" y "hagan ruido" en respuesta al golpe.
Brice Oligui, su primo y comandante de la Guardia Republicana, fue instalado más tarde como presidente interino por la junta militar. Una semana después del golpe, Oligui autorizó la liberación de Bongo por razones médicas, diciendo que era libre de salir del país para recibir tratamiento. Tras su liberación, Bongo se trasladó a su residencia privada en Libreville.
En septiembre de 2024, Bongo anunció su retiro de la política, al tiempo que pedía la liberación de su esposa Sylvia y su hijo Noureddin. También aceptó la "responsabilidad exclusiva" por los "fracasos" de su régimen.

## Vida personal
Ali Bongo está casado con Sylvia Ajma Valentin, hija de Édouard Valentin. La esposa de Édouard, Evelyne, trabaja en el secretariado de la Presidencia, y Édouard es encargado de asuntos sociales en la Confederación de Patrones Gabonesa (CPG). Bongo tiene tres hijos: una hija, Malika Bongo Ondimba, y dos varones, Noureddin Bongo Ondimba Valentin y Jalil Bongo Ondimba Valentin.